# Doug Mahnke
Douglas Mahnke più comunemente noto come Doug Mahnke (pronuncia men-chi) (Saint Paul, 18 febbraio 1963) è un fumettista statunitense, noto soprattutto per essere uno dei co-creatori del personaggio The Mask.
Tra i suoi lavori più importanti ci sono Lo Skatzato, Batman, Superman: The Man of Steel, Team Zero, JLA, Justice League Elite e Sette Soldati della Vittoria: Frankenstein per la DC Comics.
Per la Dark Horse Comics ha disegnato X e le copertine di King Tiger/Motorhead (miniserie di 2 numeri ambientata nello stesso universo di X).
Nel 2005 ha realizzato insieme all'inchiostratore Tom Nguyen due DVD di guida al disegno di fumetti.